# Museu Grévin
O Museu Grévin é um museu de cera em Paris, localizado no Boulevard Montmartre, junto ao Hard Rock Café. Fundado em 1882 por Arthur Meyer, Alfred Grévin e Gabriel Thomas, é um dos museus de cera mais antigos da Europa. Algumas da estátuas são de Napoleão III de França, Penélope Cruz, Elton John, Céline Dion, Papa João Paulo II e Madre Teresa de Calcutá.

## História
Em 1882, Arthur Meyer, jornalista e fundador do famoso jornal “Le Gaulois”, teve a ideia de apresentar as suas personalidades favoritas, porém em três dimensões. A ocasião em que a fotografia é insuficientemente utilizado pela imprensa, Arthur Meyer pensa na invenção de um local onde o público poderia, enfim, "dar um rosto" a certas personalidades. Na realização deste projecto, Arthur arranja como colaborador Alfred Grévin (caricaturista, escultor, cartunista e figurinista). A 5 de Junho de 1882, o museu é inaugurado e torna-se logo um sucesso imediato. Em 1883, Gabriel Thomas, uma grande empresario por trás da exploração da Torre Eiffel e do Champs Élysées, garante a Grévin a estrutura económica que lhe permite crescer depressa.